# My Life as a Teenage Robot
My Life as a Teenage Robot은 롭 렌제티가 Nickelodeon니켈로디언을 위해 제작한 미국 애니메이션 SF (장르) 슈퍼히어로 코미디 TV 시리즈이다. 프레드레이터 스튜디오와 니켈로디언 애니메이션 스튜디오에서 제작했다. 가상의 도시 트레모튼(Tremorton)을 배경으로 하는 이 시리즈는 XJ-9 또는 제니(Jenny)라는 이름의 로봇 슈퍼 히로인의 모험을 따라간다. 제니는 평범한 십대 소녀로서의 삶으로 인간으로 살려고 노력하면서 지구를 보호해야 하는 의무를 다하려고 노력한다.
렌제티는 프레더레이터 스튜디오의 단편 애니메이션 쇼케이스 '오 예! 카툰스' 및 "My Neighbor Was a Teenage Robot"라는 제목의 만화와 파일럿에 이 시리즈를 소개했다. (1999년 12월 4일에 방영) 시청자의 지지율은 2003년 8월 1일에 첫 방송된 30분짜리 시리즈로 이어졌다. 처음 두 시즌을 방영한 후 이 시리즈는 2005년 10월 17일에 취소되었다. 완성된 세 번째 시즌은 결국 2008년 10월 4일부터 2009년 5월 2일에 방영이 끝날 때까지 니켈로디언의 스핀오프 네트워크 닉툰스에서 방영되었다. 각각 13개의 에피소드로 구성되어 있다.

## 같이 보기
- 우주소년 아톰